# Ахмедов, Мухаммад Али
Ахмедов Мухаммад-Али — известный узбекский поэт, драматург, публицист, переводчик и учёный, государственный и общественный деятель, народный писатель Узбекистана (1992), Мухаммад Али (узб. Muhammad Ali) — псевдоним, настоящее имя — Ахмедов Мухаммад-Али. Родился в 1942 г. в Бостанском районе Андижанской области Республики Узбекистан. Является автором первой эпопеи в 4-х томах «Амир Темур Великий»(1993—2013) в узбекской литературе.

## Биография
Он вырос в интеллигентной семье. Бабушка по матери была грамотной женщиной, пользовалась авторитетом не только в семье, но и среди женщин в кишлаке, вследствие своей религиозности, грамотности и происхождения. Её звали почтительно Хосият-отун. Она проводила много женских собраний, куда часто брала внука с собой. У неё имелись много старинных книг и манускриптов, из которых она читала своим внукам разные увлекательные истории и стихи. Грамотная была и мать Турдихан-ая. Она всегда следила за сыном. Всё это добро повлияла на формировании будущего поэта, он задавал много вопросов бабушке…
Получил образование в средней школе им. Алишера Навои в Бекабадском тумане Ташкентского вилайета (1959).
Работал в Бекабадском гравийно-песчаном карьере простым рабочим(1959).
Направлен Союзом писателей Узбекистана на учёбу Литературный институт им. Горького в Москву при Союзе Писателей СССР (1960), которого окончил с перерывом на год, в 1966 году. Именно в этом году он преподавал в Андижанских и Ферганских школах(1962—1963). Был вынужден заработать из-за материальных затруднений.
Мухаммад Али занимал должность главного редактора издательства литературы и искусства им. Гафура Гуляма(1982—1985), далее он работал — главным редактором УзТВ(1985—1988), Председателем Центра художественного перевода и литературных связей Союза писателей Узбекистана (1989—1993), на должности профессора, затем зав. Кафедрой этики и эстетики Национального университета Узбекистана (1993-96), Зав.редакцией узбекской литературы изд-ва им. Гафура Гуляма(1997-98), Председателем Международного фонда "Олтин Мерос" (1999—2003), Председателем Международного фонда Амира Темура (2003—2013), Председателем Союза Писателей Узбекистана (2013—2018). С 2021 г. вновь возглавил Международный благотворительный общественный фонд Амира Темура Республики Узбекистан. С 2021 г. ведёт уроки в "Темурбекской школе" по истории и "Уложении" Амира Темура.
Является Председателем Интернационального Совета Союза Писателей Узбекистана.
Преподавал в Вашингтонском университете США, читал лекции по узбекской истории, литературе и языка(1992—2005).
С 2008 г. — Профессор Государственного педагогического университета им. Низами в Ташкенте. Кандидат филологических наук(1992). Является профессором Ташкентского Государственного университета востоковедения, где преподаёт теорию перевода с 2018.
Мухаммад Али — семьянин, имеет пятеро детей, пятнадцать внуков. Живёт в Ташкенте.

## Творчество
Стихи начал писать в десять лет.
Первое стихотворение была опубликовано в центральной печати 17 февраля 1957 года в газете "Кизил Узбекистан".
Первая книга стихов "Небесные грёзы" опубликована в 1967 году. Ныне — автор около пятидесяти книг стихотворений, поэм, прозы, публицистики и переводов.
Диапазон творчества писателя очень широк и многогранен. Главенствущая тематика у писателя — это история. Известны его циклы стихов написанные ещё в молодости "Старинные песни" (1968) и "Напевы Рамаяны", по мотивам древнеиндийских сказаний(1979), поэмы "Машраб" (1966), "Блики на куполе" (1967). Поэма "Блики на куполе" посвящена была "Амиру Темур"у, имя которого было запрещено упоминать вообще. Но молодой поэт совершил героический поступок по тем временам, восхваляя великого предка и основателя великого государства, созидателя, покровителя науки в стране. Поэма "Предсказание святого" написана (2010), а роман в стихах "Вечный мир" — в течение десяти лет и завершена в 1979 г. В нём описываются события эпохи кровавых Андижанских восстаний, где одним из героев выступает Дукчи Эшан, духовный руководитель народных борцов, поднявшихся против царской тирании в Центральной Азии, в Узбекистане, несмотря на то, что тогда на имя Дукчи Эшана было поставлено табу; поэт смело показал в своём романе как рождался первый шаг яростной борьбы за свободу при царском режиме. В романе также очень впечатлительно повествуются мрачные события Джизакского восстания 1916 г.
Далее следовали исторические романы — дилогия "Сарбадары" (1989), грандиозная эпопея в 4-х томах " Амир Темур Великий" (1993—2013). Писатель впервые в мировой литературе сумел показать полнокровный жизненный яркий образ Амира Темура как Великого человека и бесстрашного воина, живого, любящего, ненавидящего, всепрощающего, сына своего времени… В эпопеи впервые интересно описывается семейная жизнь Великого полководца, его любовь, жизнь и судьба царевичей и принцесс, и радости, и горечи потери… Всё это очень близко к читателю… Это и обеспечило большой успех эпопеи. За короткое время эпопея была издана четырежды. Ауидиокнига по эпопее, состоящей из 182 глав звучала на Узбекском радио. Четвёртое издание эпопеи вышло в 2019 г. Сейчас кинематографисты Узбекистана приступают к созданию широкоформатного художественного фильма по роману-эпопее "Амир Темур Великий".
Документальный роман-хроника "Вечная тоска" (2005) посвящён великим учёным-предкам — Имам Бухарий (8-й век), Ал-Хоразмий (8-й век), Ал-Фарганы (9-й век), Ал-Фарабий (9-й век), Ал-Каффал-Шоши (10-й век), Махмуд аз-Замахшарий (11-й век), которые бродили по свету в поисках великой истины, исколесили многие страны. Последнего из-за учёности прозвали в народе "Жоруллах"ом — то есть "Соседом Аллаха".
Исторический роман "Клеопатра" (2020) посвящён египетской царевне, которая жила в 69-30 гг.до нашей эры, всю жизнь боролась за независимость своей страны от римских поработителей. Ведь Клеопатра является десятым поколением селевкидской царевны Апамы, которая в свою очередь является легендарной дочерью Спитамена, героя Турана, далёких предков узбеков, который защищал родную землю от захватчиков Александра Македонского.
Недавно писатель закончил новый исторический роман "Вечное солнце", (над которым работал десять лет (2012—2022 гг.) посвящённый беспримерной и настоящей истинной дружбе великого поэта Алишера Навои и знаменитого правителя Хорасана Хусайна Байкары.
Его перу принадлежать также исторические драмы "Царевна Индии" (2005), "Навои и Бойкара" (2015). Последняя драма поставлена на сценах узбекских и казахских театров.
Писателем написаны очень занимательные эссе «Познай самого себя»(1988),
«Путь к истине»(1990), «Соловьи в клетке» (1996), («Амир Темур и Молниеносный Баязид» (2008), «Надо прожить, учась у Истории». Его публицистика всегда насыщенна глубокими мыслями, в эссе и статьях поднимаются исторические кульминационные темы.
Такие книги, как «Невозможно свидеться с Богом, не являясь влюблённым» (1992), «Америка, увиденная мною» (1998), «Цветущий сад Амира Темура» (2006) были тепло приняты литературно-научным обществом.
Художественные переводы являются неотъемлемой частью многопланового творчества Мухаммада Али. Им переведено на узбекский язык древнеиндийский эпос «Рамаяна»(1976); каракалпакские народные эпосы «Шаръяр»(1977), «Маспошшо» (1985), книгу песен и баллад Роберта Бёрнса(1971), «Шильонский узник» — поэму Джордж Гордона Байрона (1973), стихотворения Иоганна Вольфганг Гёте, Фридриха Шиллера, Генриха Гейне, Александра Пушкина, Михаила Лермонтова, Рабиндрагната Тагора, Абая, Ованеса Туманяна, Галактиона Табидзе, Расула Гамзатова и др.
Произведения Мухаммада Али переведены на 25 языков мира, в том числе на русский, английский, арабский, китайский, урду, турецкий, сербский, польский и публиковались в США, Китае, Турции, России, Сербии, Польше, Пакистане и др. В 2006 году был издан роман-хроника «Вечная тоска» на английском языке в Ташкенте. Эпопея «Амир Темур Великий» полностью переведена на русский язык и издана в Ташкенте. Первая книга эпопеи «Джахангир Мирза» вышла на турецком языке в Стамбуле(2008). Роман-дилогия «Сарбадары» вышел в переводе на каракалпакский язык в Нукусе в 2016 году.

## Награды и премии
Лауреат премии союза молодёжи Узбекистана (1976)
Лауреат Государственной премии Республики Каракалпакстан им. Бердаха за 1984 г.
Народный писатель Узбекистана (1992).
Лауреат Международной премии им. Ходжа Ахмада Яссавий(1994).
За историческую дилогию «Амир Темур Великий» удостоен Государственной премии Республики Узбекистан за 2007 год.
Награждён орденом «Мехнат шухрати» (1999).
Награждён орденом «Эл-юрт хурмати» (2014).
В 2021 году награждён званием «Заслуженный наставник молодёжи Республики Узбекистан».
В 2021 году награждён престижной золотой медалью «Алишер Навои» Международной Тюркской академии за глубокое изучение и пропаганды богатой тюркской истории. Резиденция Международной Тюркской академии находится в городе Астана, Республики Казахстан.
В 2023 году присвоено звание Почетного профессора Хорезмской академии Маъмуна, город Ургенч, Республика Узбекистан.